# Proasellus arnautovici
Proasellus arnautovici és una espècie de crustaci isòpode d'aigua dolça pertanyent a la família dels asèl·lids present al territori de l'antiga República Federal Socialista de Iugoslàvia.